# We Can't Have Everything
We Can't Have Everything è un film muto del 1918 diretto da Cecil B. DeMille.
Il soggetto è l'adattamento cinematografico del romanzo We Can't Have Everything di Rupert Hughes pubblicato a New York nel 1917. La sceneggiatura si deve a William C. de Mille, noto commediografo, sceneggiatore e regista, fratello di Cecil B. DeMille.

## Trama
Charity Coe Cheever riesce a ottenere il divorzio dal marito Peter coinvolto in una relazione con la ballerina Zada L'Etoile. Adesso Charity potrebbe sposare il vero amore della sua vita, Jim Dyckman, ma questi si è appena dichiarato all'attrice Kedzie Thropp. Kedzie si rivela però una moglie volubile e civetta, mettendosi a flirtare con il marchese di Strathdene, un aviatore che promette di sposarla se riesce ad ottenere il divorzio da suo marito. Così, quando Jim passa una notte nella stessa locanda di Charity, senza che peraltro tra i due succeda nulla, Kedzie ne approfitta comunque per chiedere il divorzio.

Scoppia la prima guerra mondiale: Kedzie resta sola mentre il nuovo marito parte per il fronte. Anche Jim, diventato ufficiale, partecipa alla guerra. Riuscirà a ritrovare Charity, il suo vecchio amore, che si è arruolata come infermiera, in un ospedale. I due finalmente liberi, potranno adesso progettare un futuro insieme.

## Produzione
Il film fu prodotto dall'Artcraft Pictures Corporation. Vi sono incluse alcune scene che mostrano la realizzazione di un film nel quale Tully Marshall, interpretando un regista, fa la caricatura degli stili di D. W. Griffith e dello stesso Cecil B. DeMille. Le riprese di un vero incendio che era scoppiato negli studios della Lasky vennero incorporate nel film.
Fonti moderne attribuiscono il montaggio a DeMille e ad Anne Bauchens.

## Distribuzione
Il copyright del film, richiesto dalla Famous Players-Lasky Corp., fu registrato il 27 giugno 1918 con il numero LP12621.
Distribuito dalla Artcraft Pictures Corporation e dalla Famous Players-Lasky Corporation, il film uscì nelle sale cinematografiche degli Stati Uniti il 7 luglio 1918. In Francia venne distribuito con il titolo L'Illusion du bonheur.
Il film viene considerato presumibilmente perduto, inserito in una lista che comprende le pellicole bruciate in un incendio allo studio Lasky .